# Victoria Giants
Les Victoria Giants sont un ancien club australien de basket-ball basé dans la ville de Melbourne. Le club, issu de la fusion des South East Melbourne Magic et des North Melbourne Giants, évoluait en National Basketball League, le plus haut niveau du pays.

## Noms successifs
- 1998 - 2001 : Victoria Titans
- 2001 - 2002 : équipe en sommeil
- 2002 - 2004 : Victoria Giants

## Palmarès
néant

## Entraîneurs successifs
- 1998-2002 :  Brian Goorjian